# Kaplica na Cmentarzu Osobowickim

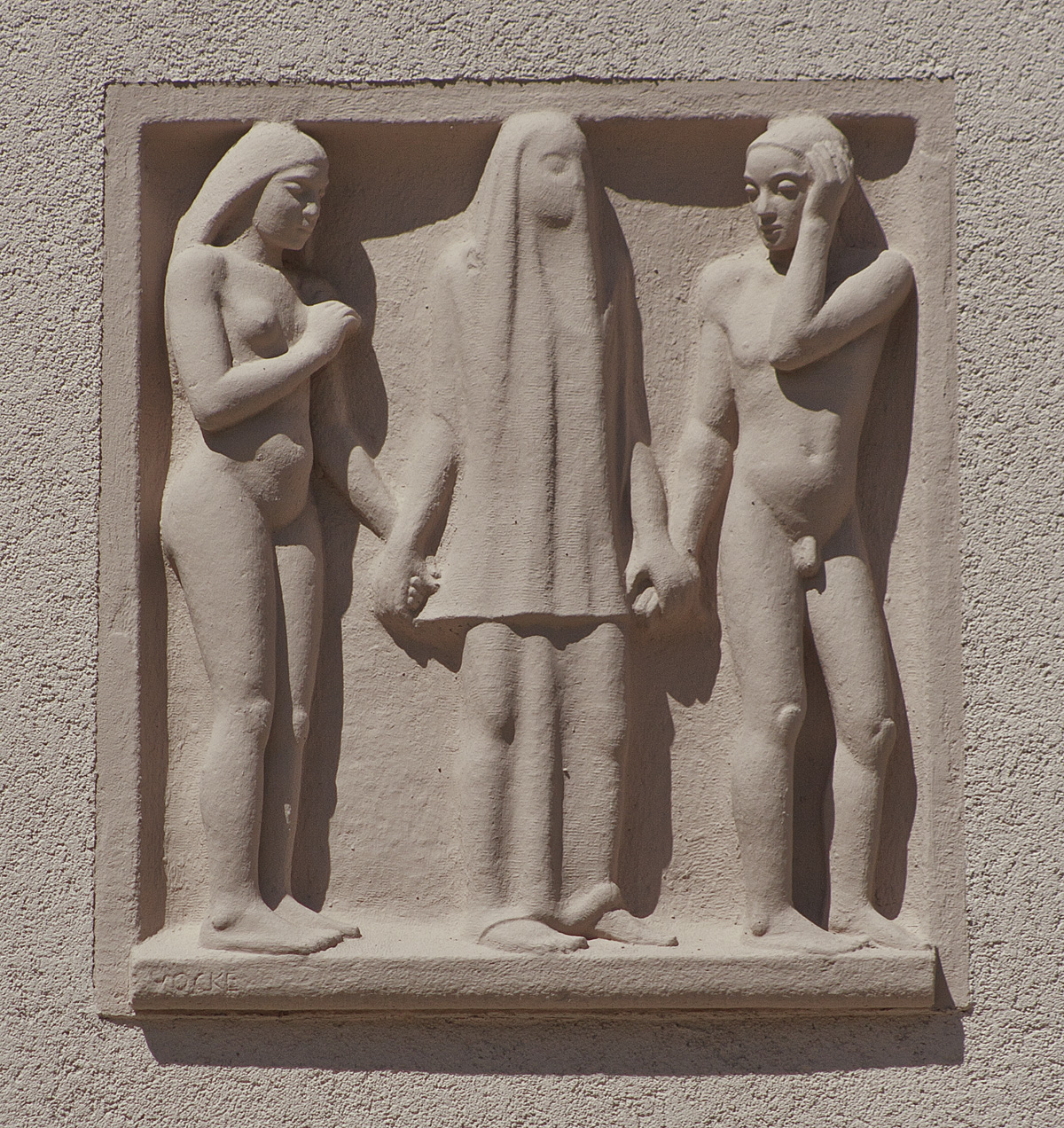
Płaskorzeźba nad głównym wejściem do kaplicy wykonana przez Alfreda Vockego

Kaplica na Cmentarzu Osobowickim – kaplica cmentarna wybudowana w latach 1920-21 według projektu Maksa Berga pełniąca także funkcję kostnicy na Cmentarzu Osobowckim we Wrocławiu.

## Historia
Na założonym w roku 1867 na północnych przedmieściach Wrocławia cmentarzu komunalnym pierwszą kaplicę pogrzebową wybudowano w 1872 r. Była to niewielka ceglana budowla wzniesiona na planie ośmiokąta w stylu neoromańsko-neogotyckim według projektu mistrza murarskiego Carla Kolbego. Cmentarz miał wówczas znacznie mniejszą powierzchnię i zajmował jedynie niewielki południowo-wschodni fragment obecnej nekropolii. Gdy pod koniec XIX i na początku XX w. jego powierzchnię sukcesywnie powiększano w kierunku północnym i zachodnim, zrodziła się potrzeba budowy nowej większej kaplicy służącej potrzebom powiększonej nekropolii. Max Berg, który objął stanowisko miejskiego radcy budowlanego w roku 1908, trzykrotnie przymierzał się do zrealizowania tego przedsięwzięcia. Jego projekty nowej kaplicy powstawały kolejno w latach 1910-11, 1914 i 1919, jednak za każdym razem z różnych powodów do ich realizacji nie dochodziło.
Dopiero opracowany w roku 1920 czwarty projekt został ostatecznie wykonany. W pracach nad tym projektem Bergowi pomagał architekt Albert Kempter, a w urządzaniu wnętrz i detalach grafik Hans Leistikow i rzeźbiarz Alfred Vocke. Prace budowlane ruszyły w maju 1920, a w listopadzie 1921 obiekt był już ukończony w stanie surowym. Uroczyste otwarcie miało miejsce 8 grudnia 1921. Nowoczesny obiekt o nowatorskiej pod względem formy architekturze zajął plac usytuowany w połowie alei prowadzącej z południa na północ w skrajnej zachodniej części cmentarza. Aleja ta stała się wówczas jego główną osią komunikacyjną, na jej południowym krańcu umieszczono główną bramę z flankującymi ją wybudowanymi kilka lat później kubicznymi budynkami administracyjnymi, które zaprojektował Hugo Althoff, następca Berga na stanowisku miejskiego radcy budowlanego.
Kaplica pełni pierwotne swoje funkcje do dziś. Po tym, gdy po roku 1945 rozebrana została starsza kaplica wybudowana w 1872, jest ona jedynym miejscem na Cmentarzu Osobowickim, gdzie odprawiane są msze żałobne lub świeckie ceremonie pogrzebowe. Pełni też funkcję kostnicy cmentarnej. W czasie powojennych remontów wprowadzono też pewne zmiany w jej wystroju. Na elewacji frontowej po bokach głównego wejścia dodane zostały rzeźbione plakiety, z kolei we wnętrzu zamalowane zostały freski zdobiące ściany wykonane przez Leistikowa. W roku 2010 została wpisana do rejestru zabytków.

## Architektura
Kaplica na Cmentarzu Osobowickim była w czasie gdy powstawała obiektem nowatorskim pod kilkoma względami. Była jednym z pierwszych we Wrocławiu obiektów sztuki całościowej (niem. Gesamtkunstwerk), czyli łączących formę architektoniczną z malarstwem i rzeźbą. Wykonane w jej wnętrzu freski i witraże były jednymi z pierwszych dzieł sztuki abstrakcyjnej we Wrocławiu. Była też jednym z pierwszych budynków z nurtu Neues Bauen z charakterystycznymi dla niego: płaskim dachem, białymi elewacjami i oszczędną plastyką, wzniesionych w stolicy prowincji śląskiej.
Budynek wzniesiony częściowo w żelbetowej konstrukcji szkieletowej, a częściowo murowanej, składa się z kilku połączonych ze sobą addytywnie kubicznych brył. Najwyższą z nich jest usytuowana w południowej części na planie prostokąta nawa główna zwieńczona ażurową sygnaturką złożoną z okrągłych kolumienek krytych płaskim daszkiem, który pierwotnie wieńczył krzyż. Od frontu umieszczono wsparty na dwóch okrągłych kolumnach zakończony wielobocznie westybul, który ozdobiony jest wykonanym przez Alfreda Vocke reliefem przedstawiającym owianą w welon personifikację śmierci prowadzącą za ręce parę nagich ludzi, kobietę i mężczyznę. Całość bryły dopełnia znajdująca się za kaplicą część mieszczącą kostnicę oraz najniższe jednokondygnacyjne obejście mieszczące nawy boczne kaplicy i towarzyszące im pomieszczenia. Wnętrze kaplicy zdobiły wykonane przez Leistikowa freski i witraże z abstrakcyjnymi wzorami. Pozostałe elementy wyposażenia: katafalk, żeliwny krzyż, lichtarze i ławki zostały zaprojektowane przez Berga.